# 米川和夫
米川 和夫（よねかわ かずお、1929年1月26日 - 1982年1月2日）は、日本のロシア・ポーランド文学者、翻訳家。明治大学教授。

## 経歴
1929年、ロシア文学者・米川正夫の四男として東京に生まれた。善隣外事専門学校露語科を経て、早稲田大学露文科を卒業した。卒業後は明治大学教養部教授としてロシア語などを教えた。

## 家族・親族
- 父：ロシア文学者・米川正夫。
- 兄(三男)：米川哲夫はロシア文学者・ロシア近代史家。東京大学教授を務めた。
- 弟(五男)：米川良夫はイタリア文学者。國學院大學教授を務めた。

## 翻訳
- 『回想のロシヤ文学』（エヌ・デ・テレショフ、池田晃共訳、和光社） 1955
- 『サーカスの少年』（グリゴローヴィチ、東京創元社、世界少年少女文学全集） 1957
- 『六号室 ほか』（チェーホフ、修道社、ロシア文学全集10） 1957
- 『人生論』（トルストイ、角川文庫） 1958
- 『金いろの狐』（アンジェイェフスキ、筑摩書房、世界文学大系） 1965
- 『とびはねて山を行く』（エージュイ・アンジェエフスキ、白水社） 1965
- 『少女ダダの日記 ポーランド一少女の戦争体験』（ヴァンダ・プシュイブィルスカ、角川新書） 1965、新版2023
- 『タンゴ ムロジェック戯曲集』（スワヴォーミル・ムロジェック、工藤幸雄共訳、テアトロ） 1968
- 『カラマーゾフの兄弟』（ドストエフスキー、集英社、世界文学全集） 1969
- 『幼年時代、少年時代、青年時代』（トルストイ、集英社、世界文学全集） 1970
- 『フェルディドゥルケ』（ヴィトルド・ゴンブローヴィッチ、集英社） 1970、平凡社ライブラリー 2004
- 『正義 / 秋の一夜』（レイモント、主婦の友社、ノーベル賞文学全集） 1971
- 『結婚』（W・ゴンブローヴィッチ、白水社、現代世界演劇3） 1971
- 『現代ポーランド短編選集』（吉上昭三共編訳、白水社） 1972
- 『天国の門』（イェージイ・アンジェイェフスキー、河出書房新社） 1972、恒文社 1985
- 『きみは猫である』（マグダ・レーヤ、左京久代共訳、晶文社） 1974。児童文学、和田誠絵
- 『ヨギヘスへの手紙』全4巻（ローザ・ルクセンブルク、伊藤成彦・阪東宏共訳、河出書房新社） 1976 - 1977
- 『ひとはどれだけのとちがいるか トルストイ（ロシア）のはなし』（トルストイ、コーキ出版） 1977
- 『封印された天使』（ニコライ・レスノフ、集英社、世界文学全集） 1980
- 『北の十字架 ポーランド詩集』（コンスタンティ・イルデフォンス・ガウチンスキほか、青土社） 1987